# Impera
Albums de Ghost
Seven Inches of Satanic Panic
(2019)
Singles
1. Hunter's Moon
Sortie : 30 septembre 2021
2. Call Me Little Sunshine
Sortie : 20 janvier 2022
3. Twenties
Sortie : 2 mars 2022

Impera, du latin régner, stylisé IMPERA, est le cinquième album studio du groupe suédois Ghost, sorti le 11 mars 2022. L'album est produit par Klas Åhlund et mixé par Andy Wallace.
Chaque album marquant le début d'une nouvelle ère pour le groupe, Tobias Forge prend maintenant les traits de Papa Emeritus IV, après l'onction de son précédent personnage, le Cardinal Copia, le 3 mars 2020.

## Contexte

### Thème
L'album traite de la montée et de l'inévitable effondrement des empires. Ce fil narratif a été trouvé par Tobias Forge en 2013 alors qu'il lisait The Rule Of Empires: Those Who Built Them, Those Who Endured Them, And Why They Always Fall de Timothy Parsons.

### Enregistrement
La tournée A Pale Tour Named Death (en) ayant pris fin le 3 mars 2020, la pandémie de Covid-19 n'impacta pas encore le travail du groupe puisque Tobias Forge avait déjà planifié un hiatus afin de travailler sur un nouvel album. L'écriture et les démos des chansons ont été complétées en 2020.
Klas Åhlund, producteur de Meliora, est de retour à la production de l'album, alors que d'ici là chaque album de Ghost était produit par une personne différente. Tobias Forge justifie ce choix à la suite des restrictions sanitaires liées à la pandémie de Covid-19 : les deux hommes ayant vus leur agenda chamboulé et se voyant dans l'impossibilité de quitter la Suède, ils convinrent de travailler ensemble.
Ne se jugeant pas apte à assumer les enregistrements à la guitare, Tobias Forge a fait appel à Fredrik Åkesson, guitariste d'Opeth.

## Pochette
Les visuels de l'album sont dessinés par l'artiste polonais Zbigniew Bielak, qui collabore avec le groupe depuis Infestissumam.
La pochette suit la coutume du groupe à s'inspirer de visuels iconiques. Elle est basée sur une photographie d'Aleister Crowley, écrivain et occultiste britannique, duquel le groupe s'inspire grandement et emprunte l'expression You can call me Little Sunshine pour l'une de ses chansons. Une statue chromée et robotique de Papa Emeritus, reconnaissable à sa mitre et sa moustache, paraît en pleine construction au cœur d'une usine. En zoomant sur le visuel, on peut apercevoir de microscopiques silhouettes, indiquant la taille démesurée de la statue.  Le style du visuel est résolument rétrofuturiste, inspiré des visuels à l'aérographe des années 1970.

## Tournée
Après la sortie du single Call Me Little Sunshine, le groupe entame une tournée de 26 dates aux États-Unis avec Volbeat. Le 25 janvier 2022, à Reno, sont joués pour la première fois les titres Hunter's Moon et Kaisarion, ce dernier étant également inédit en version studio,. Les Nameless Ghouls y arborent leur nouveau style, nettement inspiré de l'Époque victorienne et du Steampunk, portants des masques à gaz aux yeux globuleux.
La tournée de promotion de l'album, intitulée Imperatour, débutera en Europe et s'étendra sur 23 dates à partir du 9 avril 2022, avec, en première partie, Uncle Acid and the Deadbeats et Twin Temple. Une date unique est prévue en France, le 18 avril 2022 à l'Accor Arena à Paris.

## Liste des titres
Malgré l'identité de Papa Emeritus révélée, Tobias Forge se fait encore mentionner A Ghoul Writer dans les crédits de ses chansons.
| Impera | Impera                                                            | Impera                                                   | Impera | Impera | Impera | Impera | Impera | Impera | Impera |
| No     | Titre                                                             | Auteur                                                   | Durée  |        |        |        |        |        |        |
| ------ | ----------------------------------------------------------------- | -------------------------------------------------------- | ------ | ------ | ------ | ------ | ------ | ------ | ------ |
| 1.     | Imperium (instrumental)                                           | Tobias Forge                                             | 1:40   |        |        |        |        |        |        |
| 2.     | Kaisarion                                                         | Forge, Joakim Berg                                       | 5:02   |        |        |        |        |        |        |
| 3.     | Spillways                                                         | Forge, Klas Åhlund, Salem Al Fakir, Vincent Pontare (en) | 3:17   |        |        |        |        |        |        |
| 4.     | Call Me Little Sunshine                                           | Forge, Max Grahn                                         | 4:44   |        |        |        |        |        |        |
| 5.     | Hunter's Moon (présent sur la bande originale de Halloween Kills) | Forge, Grahn                                             | 3:16   |        |        |        |        |        |        |
| 6.     | Watcher In The Sky                                                | Forge, Al Fakir, Pontare                                 | 5:48   |        |        |        |        |        |        |
| 7.     | Dominion (instrumental)                                           | Forge, Al Fakir, Pontare                                 | 1:23   |        |        |        |        |        |        |
| 8.     | Twenties                                                          | Forge, Al Fakir, Pontare                                 | 3:46   |        |        |        |        |        |        |
| 9.     | Darkness At The Heart Of My Love                                  | Forge, Al Fakir, Pontare                                 | 4:59   |        |        |        |        |        |        |
| 10.    | Griftwood                                                         | Forge, Åhlund, Peter Svensson (en)                       | 5:16   |        |        |        |        |        |        |
| 11.    | Bite Of Passage (instrumental)                                    | Forge                                                    | 0:31   |        |        |        |        |        |        |
| 12.    | Respite On The Spitalfields                                       | Forge, Berg                                              | 6:43   |        |        |        |        |        |        |
| 46:26  |                                                                   |                                                          |        |        |        |        |        |        |        |

## Sortie
Impera est disponible dans le monde entier dès le 11 mars 2022 en CD, vinyle (plusieurs éditions limitées), cassette, téléchargement digital et streaming. 

### Réception
Metacritic assigne un score de 84 à l'album, sur la moyenne de huit critiques, un score qui traduit un album "universellement acclamé".

### Performance commerciale
Aux États-Unis, Impera se place 2e au Billboard 200 la première semaine. En 2018, le précédent album, Prequelle, avait atteint la 3e place. Par ventes physiques, l'album réalise à l'heure actuelle le meilleur départ de l'année 2022 aux États-Unis, avec 62 500 copies vendues.
D'après le label du groupe, Loma Vista Recordings (en), Impera constitue le meilleur départ de l'histoire de Ghost et est notamment arrivé premier des classements musicaux allemands et suédois la première semaine.

### Classements hebdomadaires
| Classement (2022)                  | Meilleure place |
| ---------------------------------- | --------------- |
| Allemagne (Media Control AG)       | 1               |
| Australie (ARIA)                   | 3               |
| Autriche (Ö3 Austria Top 40)       | 1               |
| Belgique (Flandre Ultratop)        | 2               |
| Belgique (Wallonie Ultratop)       | 3               |
| Canada (Canadian Albums Chart)     | 3               |
| Danemark (Tracklisten)             | 12              |
| Écosse (OCC)                       | 2               |
| Espagne (Promusicae)               | 1               |
| États-Unis (Billboard 200)         | 2               |
| États-Unis (Independent Albums)    | 1               |
| États-Unis (Top Hard Rock Albums)  | 1               |
| États-Unis (Top Rock Albums)       | 1               |
| Finlande (Suomen virallinen lista) | 1               |
| France (SNEP)                      | 5               |
| Irlande (Irish Albums Chart)       | 5               |
| Italie (FIMI)                      | 20              |
| Norvège (VG-lista)                 | 2               |
| Nouvelle-Zélande (RIANZ)           | 38              |
| Pays-Bas (Mega Album Top 100)      | 2               |
| Portugal (AFP)                     | 12              |
| Royaume-Uni (UK Albums Chart)      | 2               |
| Royaume-Uni (Rock & Metal Albums)  | 1               |
| Suède (Sverigetopplistan)          | 1               |
| Suisse (Schweizer Hitparade)       | 5               |